# Bullet Hole
Bullet Hole est une œuvre d'art réalisée en 1988 par l'artiste britannique Mat Collishaw. 
Contrairement à ce que pourrait faire penser le titre, l'œuvre est en fait une reproduction d'une blessure à la tête causée par un pic à glace, tirée d'un manuel de pathologie et agrandi sur une grille imbriquée de quinze images encadrées distinctes qui constituent une seule œuvre. Bullet Hole a d'abord été présenté dans l'exposition Freeze, organisée par Damien Hirst.
L'œuvre est devenue synonyme de l'éthique perçue de la scène artistique des Young British Artists, en particulier la réutilisation d'images qui semblent répugnantes ou choquantes.
Les photographies ont été décrites par Ian Jeffrey, dans un essai de catalogue pour l'exposition Freeze comme un "arrêt sur image" (freeze-frame) et le titre de l'exposition vient de cette expresion.
L'œuvre fait partie de la collection de David Walsh et est exposée au Museum of Old and New Art à Hobart, en Tasmanie.